# Granbarrmurkling
Granbarrmurkling (Heyderia abietis) är en svampart som först beskrevs av Elias Fries, och fick sitt nu gällande namn av Heinrich Friedrich Link 1833. Enligt Catalogue of Life ingår Granbarrmurkling i släktet Heyderia,  och familjen Hemiphacidiaceae, men enligt Dyntaxa är tillhörigheten istället släktet Heyderia,  och familjen Helotiaceae. Arten är reproducerande i Sverige. Inga underarter finns listade i Catalogue of Life.